# Ahu
O Bairro do Ahú está localizado na cidade de Curitiba, capital do estado brasileiro do Paraná.
O encontro da Rua José Komann e a Avenida Anita Garibaldi é o ponto inicial do Bairro Ahú e seus limites, estipulados com o decreto n° 774/1975, são, por uma grande extensão, a própria Anita Garibaldi e as ruas: Campos Sales, Manoel Eufrásio, Marechal Hermes, José Sabóia Cortes, Mateus Leme, Brasilino Moura, Casimiro José de Abreu e novamente a José Kormann/; portanto, é delimitado pelos bairros Boa Vista, São Lourenço, Bom Retiro, Juvevê, Cabral e o Centro Cívico e distante 3.104 metros do marco zero de Curitiba (Praça Tiradentes). O Ahú possui uma área total de 1.844.000 m2, o que corresponde a 0,43% da área total da capital paranaense.
O bairro teve como característica a presença, em seus primórdios, da colonização italiana e alemã com suas casas, originais, em estilo europeu. Delimitando o bairro, está a Avenida Anita Garibaldi, uma das estradas mais antigas de Curitiba (que ligava a capital ao norte do estado do Paraná): no início desta avenida encontra-se o prédio histórico do antigo Presídio do Ahú.

## Ligação externa
- Mapa do Bairro Site do IPPUC